# Frisia oriental (península)
La península de Frisia oriental (en alemán: Ost-Friesland u Ostfriesische Halbinsel; en frisón de Saterland: Aast-Fräislound; en bajo sajón: Hail Oostfraislaand) es el nombre que recibe la mayor península íntegramente alemana, ubicada en el litoral del mar de Frisia (mar secundario del mar del Norte), entre las bahías de Jade y Dollard (río Ems). Administrativamente, se encuentra en el estado federado de Baja Sajonia al noroeste del país. El término cubre la región cultural de Frisia oriental (actualmente formada por tres distritos, o landkreise), las islas Frisias orientales, y la parte oriental de la península —a saber, el distrito de Frisia (que no forma parte de la región histórica) y la ciudad-distrito de Wilhelmshaven—.

## Definición
En alemán se distingue entre la región histórica (Ostfriesland) y la península (Ost-Friesland) por un guion; se distinguen en pronunciación por medio de la entonación (en el caso de la región histórica, en la segunda sílaba, y en el caso de la península, en la primera). En sentido literal, la diferencia sería entre «la región del este de Frisia» y «el este de la región de Frisia», si bien en realidad representan estas dos entidades geográficas. El término empleado para la península incluye también el municipio de Saterland más al sur y las comarcas de Butjadingen y Wursten más al este, ya que, por motivos histórico-culturales, estos territorios se integran en la sección oriental del Consejo de las Frisias. Si bien muchas veces, en la propia región se suele usar simplemente el término ostfriesische Halbinsel para la península (lit. la península frisia oriental), que, sin embargo, no abarca necesariamente las regiones al este (geográficamente fuera de la península).
En líneas generales, la distinción entre la región de Frisia oriental y la península homónima es conceptual: la primera se ha formado en torno a divisiones histórico-políticas, mientras que la segunda se define por sus características geográficas y —en el sentido más amplio (las zonas al este de la península)— culturales. En el caso de la isla de Wangerooge, por ejemplo, geográficamente pertenece a las islas Frisias orientales, si bien políticamente y a fines administrativos, por motivos históricos que remontan al siglo XV, no forma parte de la región histórica de Frisia oriental; durante siglos pertenecía a Jeverlandia (antes, señorío de Jever), en 1818 pasó a la soberanía del ducado de Oldenburgo (cuyos límites con la Frisia oriental corresponden grosso modo a la división actual) y finalmente al distrito de Frisia.
También existe una distinción lingüística. Antiguamente se hablaba el frisón antiguo en toda la gran región de Frisia, incluida la totalidad de la península bajasajona. Si bien debido a la división política de la región, se generaron dos grupos dialectales del frisón oriental, el frisón del Ems en la región histórica y el frisón del Weser en los demás territorios de la península; ambos están actualmente prácticamente extintos. Un caso especial es el del municipito de Saterland, que por su aislamiento geográfico (separado por dos pantanos) quedó durante la Baja Edad Media —como consecuencia de la guerra de los Treinta Años— bajo dominio de la diócesis de Münster (católica), mientras que el resto de la región pertenecía a la diócesis de Bremen (protestante). Ello propició que el municipio (con sus varias localidades) quedara lingüísticamente «inmune» a la influencia del bajo sajón sobre las demás áreas de la Frisia oriental; y, en retrospectiva, a que el dialecto frisón de Saterland sea actualmente el único remanente vivo del idioma frisón oriental. Es por eso que Saterland —aunque administrativamente sigue sin formar parte de la Frisia oriental (por la citada circunstancia histórica) y geográficamente queda algo más tierra adentro para ser considerado parte de la península— se incluye en la definición más amplia del término (y tiene estatus especial, por el uso del idioma, en la sección oriental del Consejo de las Frisias).